# Jan Hektor Podbereski
Jan Hektor Podbereski herbu Gozdawa – podkomorzy orszański w 1645 roku, pisarz ziemski orszański w 1632 roku.
Jako poseł orszański na sejm konwokacyjny 1648 roku był członkiem konfederacji generalnej zawiązanej 31 lipca 1648 roku. W 1648 roku był elektorem z powiatu orszańskiego.